# Petriwka (hromada Zińkiw)
Petriwka (ukr. Петрівка) – wieś na Ukrainie, w obwodzie połtawskim, w rejonie połtawskim, w hromadzie Zińkiw. W 2001 liczyła 216 mieszkańców, spośród których 209 wskazało jako ojczysty język ukraiński, a 7 rosyjski.